# Bartosz Bielenia
Bartosz Bielenia, né le 15 mai 1992 à Białystok (Pologne), est un acteur de	cinéma et de théâtre polonais.

## Filmographie

### Au cinéma
- 2015 : Disco Polo : Membre du groupe Funny Games
- 2015 : The Time of a Young Man About To Kill : Jeune homme
- 2016 : Na granicy : Janek
- 2018 : Kler (Le Clergé) : Toady
- 2019 : La Communion (Boże Ciało, Corpus Christi) : Daniel

### À la télévision
- 2013 : Deep Water : Patryk Domagała
- 2014 : The Passing Bells : Kuba
- 2018 : 1983 : Benjamin Krass